# Coiffaitarctia parvimacula
Coiffaitarctia parvimacula là một loài bướm đêm thuộc phân họ Arctiinae, họ Erebidae.